# Henrik Horn (1578-1618)
 For alternative betydninger, se Henrik Horn. (Se også artikler, som begynder med Henrik Horn)
Henrik Horn (1578—1618), var en svensk adelsmand og diplomat, søn af Karl Henriksson Horn, far til Henrik Horn (1618-1693).
Horn var guvernør for Gustav Adolf og dennes broder Karl Filip. 
Horn anvendtes i diplomatiske missioner til Danmark og Nederlandene og var sammen med Axel Oxenstierna underhandler på fredskongressen i Knærød 1613 samt underhandler ved Stolbova-freden 1617.